# Sant Quirc de Colera (veïnat)
Sant Quirc de Colera és un veïnat de Rabós (Alt Empordà) centrat en l'església de Sant Quirc i Santa Julita (Rabós) (cal no confondre-ho amb Sant Quirze de Colera)

## Història
Josep de Nouvilas, terratinent de l'Alt Empordà, va voler fundar un poble al voltant del Mas Nouvilas i de l'església que va manar fer a finals del S. XVIII (Sant Quirc i Santa Julita), a prop de Rabós (Alt Empordà). Va escollir el mateix nom, Sant Quirc de Colera, que tenia el monestir de Sant Quirze de Colera, a 3 km al nord-est. Va voler crear un nou poble, als voltants de l'església i del Mas Nouvilas, de forma semblant que s'acabava de fer amb la població de Colera, que s'havia, a finals del mateix segle xviii, separat de la parròquia de Sant Miquel de Colera, i arran de mar.
Botet i Sisó també hi fa esment a la seva Geografia General de Catalunya (Província de Girona), encara que senyala que l'església és enrunada.